# Aphelochaeta serrata
Aphelochaeta serrata är en ringmaskart som först beskrevs av Eliason 1962.  Aphelochaeta serrata ingår i släktet Aphelochaeta och familjen Cirratulidae. Arten är reproducerande i Sverige. Inga underarter finns listade i Catalogue of Life.